# Graphiurus angolensis
Graphiurus angolensis es una especie de roedor de la familia Gliridae.

## Distribución geográfica
Es  endémica de Angola. 

## Hábitat
Su hábitat natural son: zonas tropicales o subtropicales, de bosques áridos. 